# Warmaster
Warmaster is een Nederlandse deathmetalband afkomstig uit Gouda. De band is opgericht in 2004 en bestaat oorspronkelijk uit Rik van Gageldonk (gitaar, bas), en Andre van der Ree (drums, zang). Corne Bijlemeer en Alex Schluter maken vanaf 2005 eveneens deel uit van de band.

## Discografie
- 2008 - First War - Dutch Metal Records
- 2013 - SPlit 7" EP met Humiliation - Deadbeat Media & Slaughterhouse Records
- 2013 - The End of Humanity - Deadbeat Media & Slaughterhouse Records

## Bandleden
- Marcel Oerlemans - zang en gitaar
- Phil Nugteren - gitaar
- Alex Schluter - bas
- Andre van der Ree - drums

### Ex-leden
- Corne Bijlemeer - zang
- Ben Ubert - gitaar
- Rik Gageldonk - gitaar
- Merijn Schenkels - gitaar
- Mike Boom - gitaar
- Rudi de Pont - gitaar
- Robert Rigter - bas